# Almáciga
Almáciga ist eine Ortschaft im Verwaltungsbezirk (Distrikt) Anaga der Stadt Santa Cruz de Tenerife im Nordosten der spanischen Insel Teneriffa.

## Lage
Es liegt im Anaga-Gebirge hinter dem Ort Taganana. Um dorthin zu gelangen, muss man durch die Montañas de las Mercedes und durch einen Tunnel nach unten ins Tal fahren.

## Trivia
Almáciga ist der Heimatort des Sängers Dactah Chando.